# Pistolet PB
PB (ros. ПБ) – radziecki wyciszony pistolet samopowtarzalny.
PB został wprowadzony do uzbrojenia w 1967 roku. Jego konstruktor A. Dieragin odpowiednio zaadaptował do nowych zadań standardowy radziecki pistolet PM. Po przeniesieniu sprężyny powrotnej do chwytu pistoletowego (w PM otacza ona lufę) lufę otoczono komorą wstępnego rozprężania gazów prochowych. Dodatkowo do broni może być dołączony tłumik dźwięku, który dla wygody transportu jest dzielony na dwie części i przechowywany we wspólnej dwukomorowej kaburze. Strzał z broni bez założonego tłumika jest niewytłumiony, ale ma nietypowy odgłos utrudniający wykrycie stanowiska strzelającego. W krytycznej sytuacji możliwe jest oddanie strzału bez nakręconej zewnętrznej części tłumika.